# Hauptstrasse 4
Die Hauptstrasse 4 ist eine Hauptstrasse der Schweiz und verläuft von Bargen an der deutschen Grenze über Schaffhausen, Zürich, Zug, Rotkreuz, Luzern, den Brünig bis nach Brienz, wo sie in die H6 einmündet.

## Verlauf

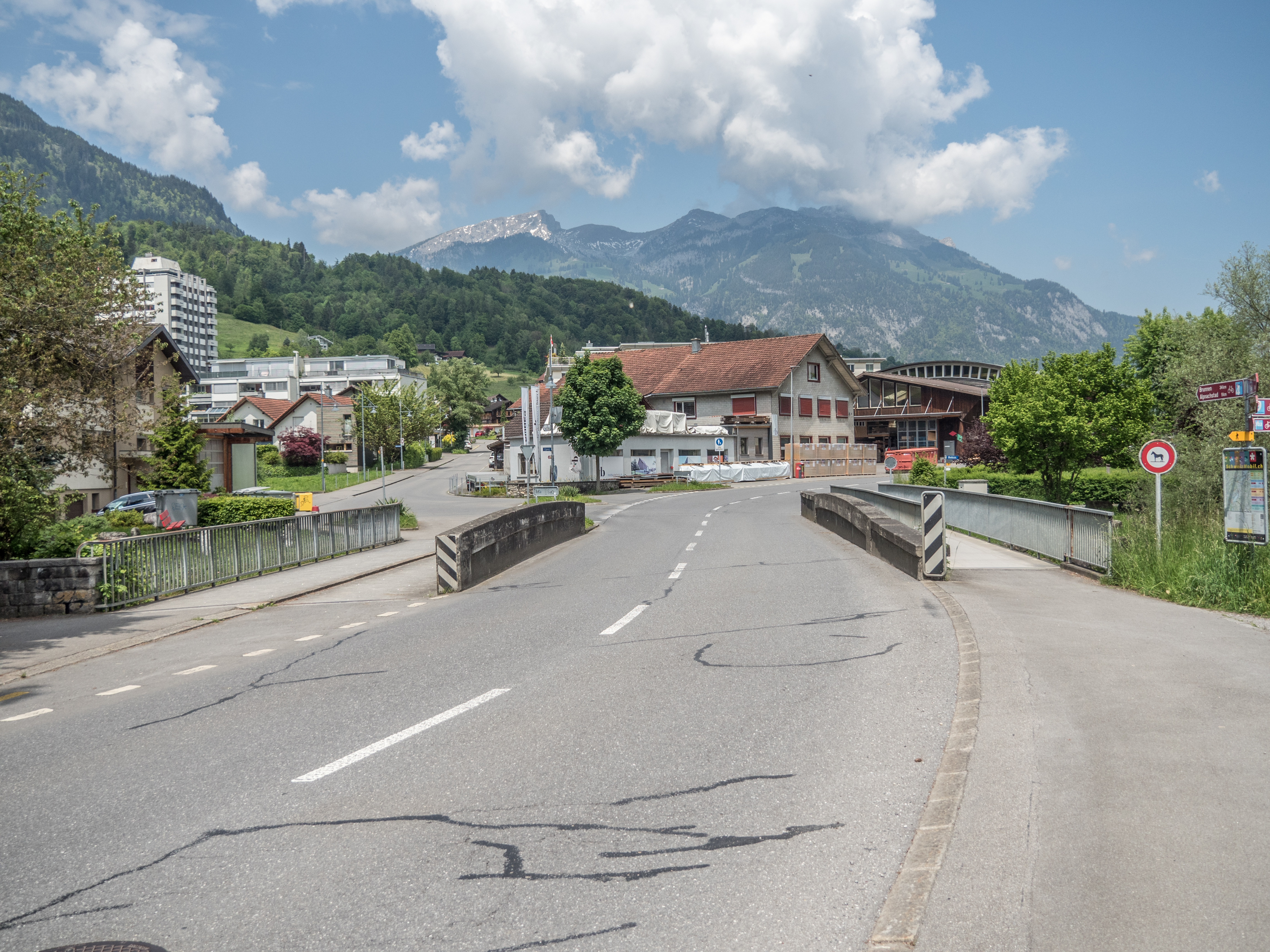
H4 (Bitzighoferbrücke) über die Sarneraa in Sarnen

Die H4 bildet die Fortführung der deutschen Bundesstraße 27 auf Schweizer Territorium. Von Bargen aus führt sie, parallel zur kantonalen Autobahn, als klassifizierte Hauptstrasse nach Schaffhausen und umfahrt durch den Galgenbucktunnel Neuhausen am Rheinfall. Von dort aus verläuft die Strasse über deutsches Gebiet als Bundesstraße 27 weiter in Richtung Jestetten und Lottstetten im deutschen Klettgau. Nach Wiedereintritt in die Schweiz führt die Strasse nach Rafz und Eglisau. Durch das Zürcher Unterland und der Umfahrung der Innenstadt Zürichs über die Hardbrücke erstreckt sich die Strasse weiter nach Zürich-Enge und durch das Sihltal nach Zug. In Cham ZG ist eine Umfahrung in Planung, welche in Holzhäusern ZG enden würde. In Rotkreuz ZG verläuft die H4 über die ehemalige Umfahrung; eine neue ist in Planung. Die H4 verläuft von dort weiter parallel zur Reuss und anschliessend durch das Rontal nach Luzern. Von Luzern und Hergiswil NW aus führt die Strasse entlang des Kantons Obwalden auf den Brünigpass. Auf der Strecke ab Sachseln ist die H4 weitgehend deckungsgleich mit der Nationalstrasse N8, die als Autostrasse ausgebauten Ortsumfahrungen gehören allerdings ausschliesslich zur N8/A8. Nach dem Brünigpass verläuft die Hauptstrasse dann noch bis zum Beginn der Autostrasse der A8; die H4 geht hierbei in die H6 über.

## Vignettenpflicht
Für die weiterführende A4 beginnt ab der Anschlussstelle Schaffhausen Schweizersbild die Vignettenpflicht.